# Dél-Hvanghe
Dél-Hvanghe (hangul: 황해남도, Hvanghe-namdo, handzsa: 黃海南道, RR: Hwanghae-namdo, ’sárga tenger’) Észak-Korea egyik tartománya. 1948-ig az egységes ország része volt, majd Korea kettészakadása során az északihoz került. 1954. október 30-án jött létre, Hvanghe (Hwanghae) tartomány kettéválasztásakor. 159 sárga-tengeri sziget tartozik fennhatósága alá. Székhelye Hedzsu (Haeju).
Az észak-koreai hagyományok szerint a Hvanghe (Hwanghae) tartománybeliek nagyon hiszékenyek. Egy történet szerint, mikor egy japán rendőr foglyul ejtett egy csapatnyi Hvanghe (Hwanghae) tartománybelit, a fogda felé vezető úton elszundított. A foglyok szökés helyett felkeltették a foglárt, mondván „el fognak késni”.

## Földrajza
A tartományt északról Nampho (Namp'o), keletről pedig Észak-Hvanghe (Hwanghae) határolja.

## Közigazgatása
Dél-Hvanghe (Hwanghae) egy városra (si) és 19 megyére (kun) van felosztva.
| Városai: - Hedzsu (Haeju) (해주시; 海州市) székhely Megyéi: - Kangnjong (Kangryŏng) (강령군; 康翎郡) - Kvail (Kwail) (과일군; 果일郡) - Rjongjon (Ryongyŏn) (룡연군; 龍淵郡) - Pjokszong (Pyŏksŏng) (벽성군; 碧城郡) - Pongcshon (Pongch'ŏn) (봉천군; 鳳泉郡) - Pecshon (Paech'ŏn) (배천군; 白川郡) - Szamcshon (Samch'ŏn) (삼천군; 三泉郡) - Szonghva (Songhwa) (송화군; 松禾郡) | - Sincshon (Sinch'ŏn) (신천군; 信川郡) - Sinvon (Sinwŏn) (신원군; 新院郡) - Csangjon (Changyŏn) (장연군; 長淵郡) - Cserjong (Chaeryŏng) (재령군; 載寧郡) - Cshongdan (Ch'ŏngdan) (청단군; 靑丹郡) - Thethan (T'aet'an) (태탄군; 苔灘郡) - Anak (안악군; 安岳郡) - Jonan (Yŏnan) (연안군; 延安郡) - Ongdzsin (Ongjin) (옹진군; 瓮津郡) - Ulljul (Ŭnryul) (은률군; 殷栗郡) - Uncshon (Ŭnch'ŏn) (은천군; 銀泉郡) |

## Gazdaság
Dél-Hvanghe (Hwanghae) tartomány gazdasága erdőgazdálkodásra, gépiparra, színesfémiparra, vegyiparra és könnyűiparra épül.

## Oktatás
Dél-Hvanghe (Hwanghae) számos oktatási intézménynek, köztük egyetemeknek, 20 főiskolának, mintegy 490 általános iskoláknak és 500 középiskoláknak ad otthont.
Legfontosabb egyetemei:
- Kim Dzsongthe (Kim Jong-t'ae) Egyetem (김종태대학; 金宗泰大學)
- Hedzsu (Haeju)i 2. sz Tanárképző Egyetem (해주제2사범대학; 海州第二師範大學)
- Kim Dzsevon (Kim Je-wŏn) Egyetem (김제원대학; 金濟元大學)
- Hedzsu (Haeju)i Orvostudományi Egyetem (해주의학대학; 海州醫學大學)
- Cso Okhi (Cho Ok-hŭi) Hedzsu (Haeju)i Pedagógusképző Egyetem (조옥희해주교원대학; 趙玉姬州敎員大學)
- Dél-Hvanghe (Hwanghae)i Ipari Egyetem (황남공업대학; 黃南工業大學)

## Egészségügy
A tartomány kb. 600 egészségügyi intézménnyel rendelkezik, köztük saját kórházzal.

## Közlekedés
A tartomány számos vasúti kapcsolattal rendelkezik, ilyenek például a Hvanghe cshongnjon (Hwanghae ch'ŏngnyŏn), Pecshon (Paech'ŏn), Ulljul (Ŭnryul) és Csangjon (Changyŏn) vasútvonalak. Emellett közutakon is megközelíthető.